# Стакатисимо
Стакатисимо је назив за врсту музичке артикулације, при чему се право трајање тона скраћује још више него код стаката. У нотацији се стакатисимо назначава малим вертикално симетричним зарезима изнад главе ноте, наспрам њеног врата.